# Ilex canariensis
Ilex canariensis Poir., conocido en castellano como acebiño, es una especie de arbusto o árbol pequeño perenne perteneciente a la familia Aquifoliaceae. Es originaria de la Macaronesia.
Es un elemento común en la laurisilva, el fayal-brezal y el pinar canario húmedo.
Su madera ha sido tradicionalmente utilizada como leña, en ebanistería y para la elaboración de utensilios cotidianos.

## Descripción
Es un arbusto o árbol pequeño de hasta 10 m de altura, con hojas ovadas, brillantes, de 5-7 por 2,5-4 cm, con bordes normalmente enteros o con unas cuantas espinas pequeñas; ápice obtuso o redondeado. Las flores con pétalos blancos, situadas en las axilas foliares subterminales. Frutos esféricos, de aproximadamente 1 cm de amplitud, carnosos, de color rojo al madurar y situados sobre pedúnculos de 3-8 mm de largo.
Se trata de una especie dioica, con ejemplares masculinos y otros femeninos. La floración se produce en primavera y verano, entre abril y julio.
I. canariensis forma parte del grupo de árboles de la laurisilva canaria que presentan una estrategia madura persistente para su dispersión. Esto significa que estos árboles producen chupones que sustituyen al árbol original cuando muere, siendo las plántulas muy escasas, a pesar de encontrarse entre los árboles con mayor producción de semillas de estos bosques. Esta estrategia se enfoca más a permanecer en un ambiente estable y favorable que a encontrar nuevos lugares para prosperar.

## Distribución y hábitat
Es un endemismo de los archipiélagos macaronésicos de Canarias —España— y Madeira —Portugal—.
En Canarias se encuentra en todas las islas a excepción de las más orientales ―Fuerteventura, Lanzarote y La Graciosa―.
En Madeira solo se localiza en la isla homónima.

## Diversidad
Presenta dos subespecies aceptadas:
- I. canariensis subsp. azevinho (Sol. ex Lowe) G.Kunkel, propia de Madeira. Se diferencia por sus hojas, que son ovado-lanceoladas de hasta 9 cm de largo y 3 cm de ancho, y por sus frutos ovaliformes largamente pedunculados.
- I. canariensis subsp. canariensis, presente en las islas Canarias.

## Taxonomía

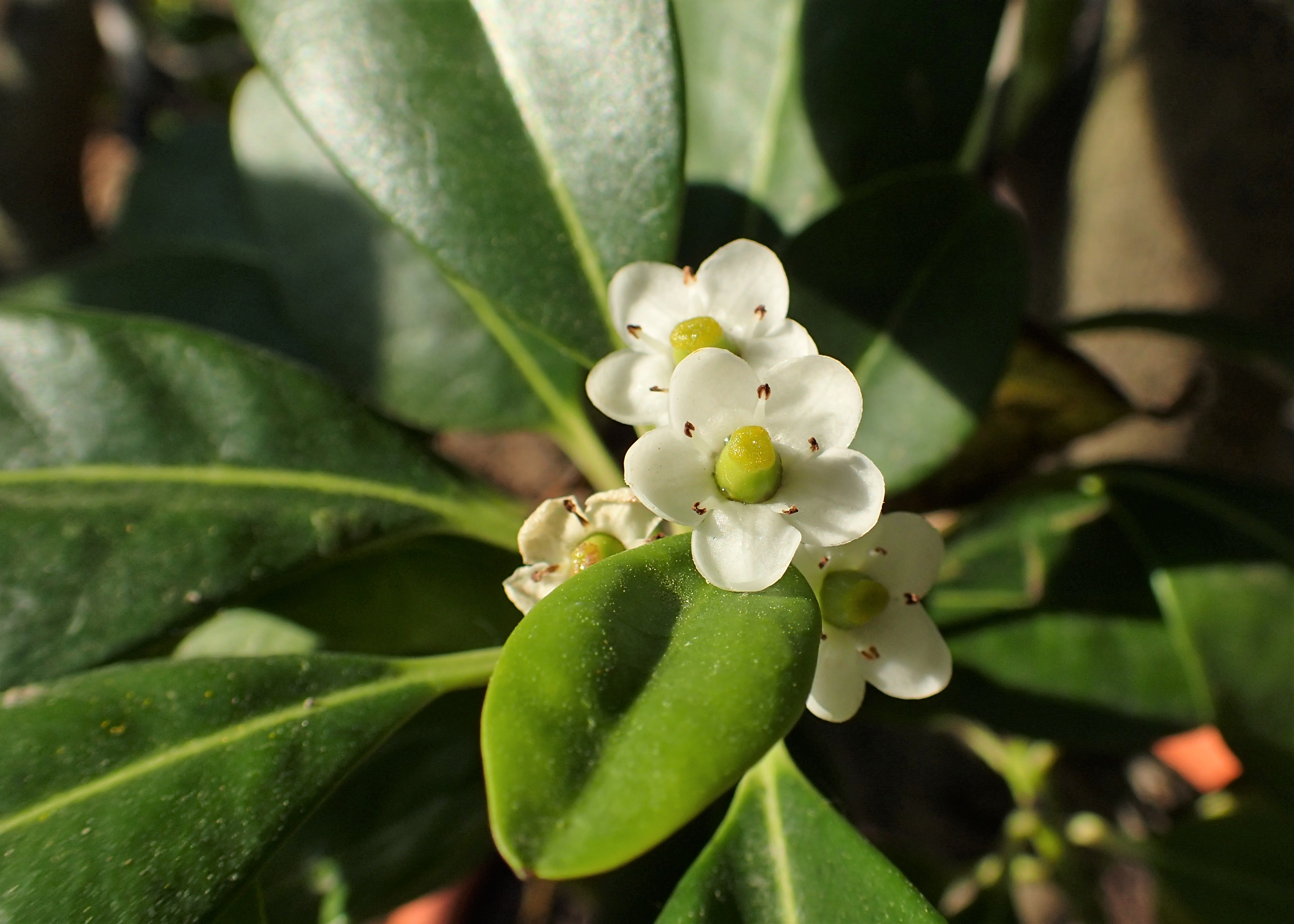
Detalle de la flor.

Ilex canariensis fue descrita por Jean Louis Marie Poiret y publicado en Encyclopédie Méthodique. Botanique en 1813.
Etimología
- Ilex: nombre genérico procedente del latín y que era el que daban los romanos a la encina, que tiene un follaje similar al acebo europeo y ocasionalmente se confunde con él.[10]
- canariensis: epíteto geográfico que alude a su localización en las islas Canarias.[11]

Sinonimia
Las subespecies presentan los siguientes sinónimos:
Subespecie azevinho:
- Ilex azevinho Sol.
- Ilex azevinho Sol. ex Lowe

Subespecie canariensis:
- Ilex perado Link

## Importancia económica y cultural

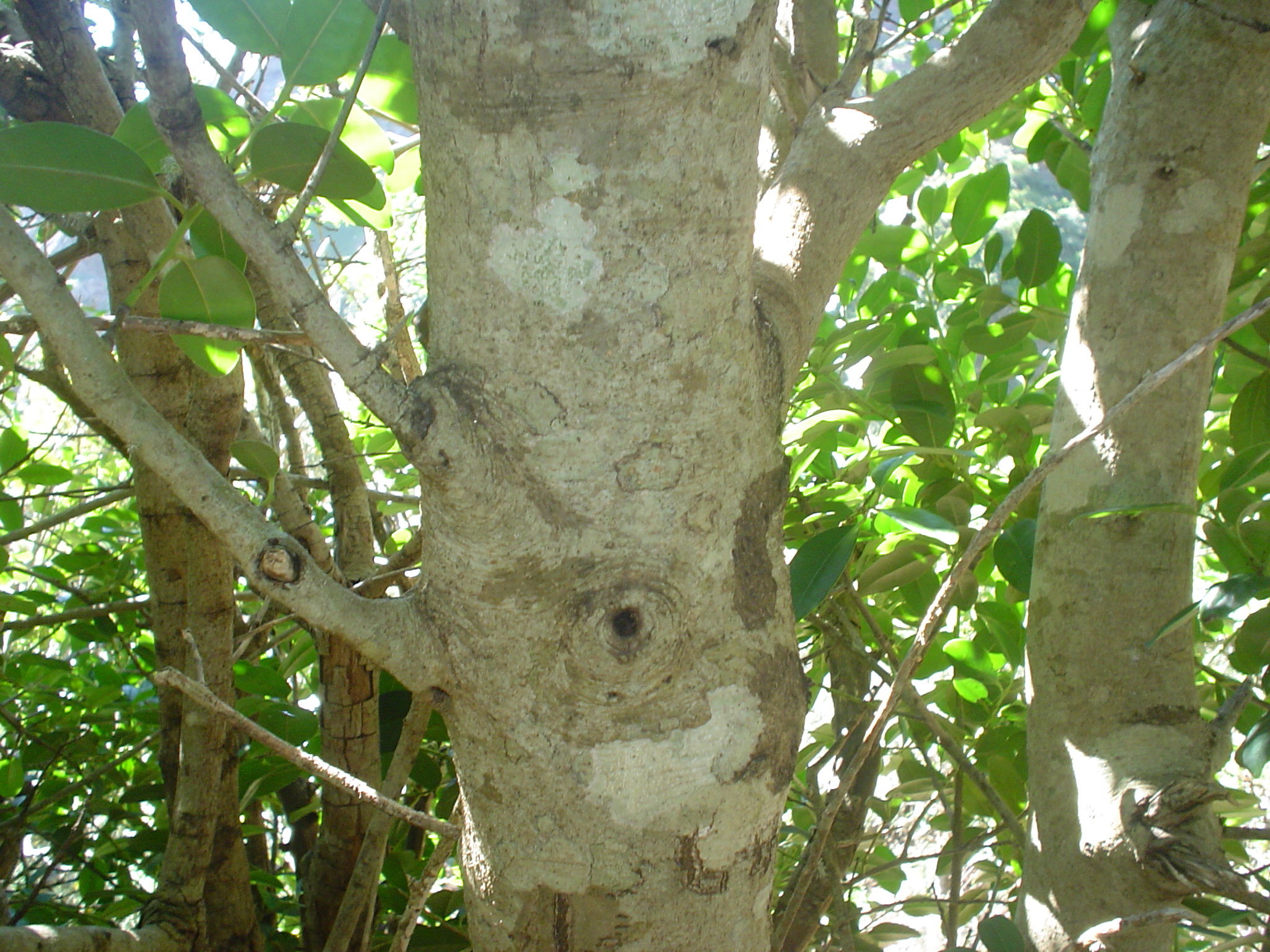
Detalle de la corteza.

Su madera ha sido utilizada en Canarias desde época aborigen. Se ha constatado arqueológicamente su uso por parte de los antiguos gomeros para la fabricación de armas y tablones funerarios. Asimismo, los estudios antracológicos han demostrado su utilización como leña en todas las islas donde crece de forma natural.
Después de la conquista y colonización europeas en el siglo xv, la madera de I. canariensis fue tradicionalmente utilizada como leña y para la realización de carbón vegetal, así como de materia prima para la elaboración de diferentes utensilios, aperos de labranza, lanzas o varas de pastor, en ebanistería, etc.
La especie también posee valor como planta ornamental por su follaje y colorido de sus frutos.
Su presencia en la geografía insular ha dado origen a varios topónimos en las islas de Tenerife y La Gomera. En esta última isla da nombre además a una localidad del municipio de Hermigua: Los Aceviños.

## Estado de conservación
Está catalogada como especie bajo preocupación menor en la Lista Roja de la UICN.
Su aprovechamiento se encuentra regulado a nivel de la comunidad autónoma de Canarias al incluirse en el Anexo III de la Orden de 20 de febrero de 1991 sobre protección de especies de la flora vascular silvestre.
La mayoría de sus poblaciones canarias se encuentran en áreas de la Red Canaria de Espacios Naturales Protegidos.

## Nombres comunes
Se conoce en las islas Canarias con el nombre de acebiño/aceviño, siendo un canarismo de origen portugués que proviene de la forma azevinho con la que se conoce a las especies de Ilex en Portugal.
Según el médico e historiador tinerfeño Juan Bethencourt Alfonso, en la isla de El Hierro también se lo conocía como cárisco, nombre que sin embargo la mayoría de los autores dan para el viñátigo Persea indica en la misma isla.